# Johan Ulric Blomdahl

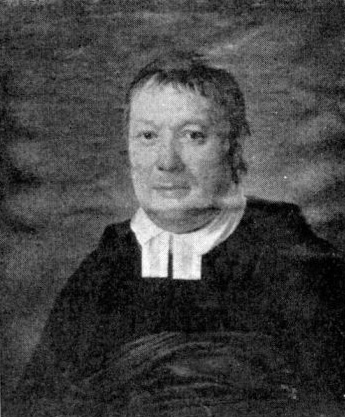
Johan Ulric Blomdahl. Oljemålning.

Johan Ulric Blomdahl, född 10 juni 1762 i Hjärtum, död 16 maj 1836 i Stora Lundby, var en svensk präst. Han var far till Jacob Wilhelm Blomdahl.

## Biografi
Blomdahl var son till mönsterskrivaren Johan Blomdahl. Han blev student vid Uppsala universitet 1782, företog med stipendiestöd en utrikes resa 1784 och blev under tiden filosofie magister vid Greifswalds universitet 1785. Han prästvigdes 1787. 1790 blev Blomdahl adjukt vid Göteborgs Kristine församling och vice kollega vid trivialskolan där. Han blev ordinarie kollega 1791 och avlade samma år pastoralexamen och blev 1792 kyrkoherde i Kristine församling. 1802 blev han kyrkoherde i Starrkärrs socken, honorarie prost 1803, och kontraktsprost 1805. Blomdahl deltog vid riksdagen i Örebro 1812 och riksdagen i Stockholm 1815. 1820 blev han kyrkoherde i Stora Lundby socken, var revisor vid lånekontoret i Göteborg 1829 och 1830 samt preses vid prästmötet 1831. Blomdahl avsade sig kontraktsprostsysslan 1831 och blev tjänstfri 1834.
Blomdahl var även från 1809 ledamot av Evangeliska sällskapet, av Älvsborgs läns hushållningssällskap från 1812 och från 1816 dess korrespondent för Ale härad, från 1815 av Bibelsällskapet i Stockholm och sällskapet Pro Fide et Christianismo. 1818 blev han teologie doktor och 1829 ledamot av Nordstjärneorden.
Blomdahl gjorde sig känd som en framstående talare, ett flertal av hans predikningar finns utgivna i trycket.